# Fraud Squad
Fraud Squad was een Britse politieserie die tussen 1969 en 1970 werd geproduceerd in 26 afleveringen. Detective Inspector Gamble, (gespeeld door Patrick O'Connell), van de Fraudulent Crimes Squad van de Londense Metropolitan Police en zijn assistent Detective Sergeant Hicks, gespeeld door Joanna Van Gyseghem, werden op het spoor van gezet van frauduleuze criminaliteit op alle niveaus van de samenleving, van corrupte personen tot de uitbaters van een bingohal.
De serie werd gecreëerd door Ivor Jay en werd geschreven door een groot aantal auteurs, waaronder Basil Dawson, Robert Holmes en George Lancaster.